# Victor von Poser und Groß-Naedlitz
Victor Julius von Poser und Groß-Naedlitz (* 23. März 1880 in Weimar; † 11. Juni 1957 in Berlin) war ein preußischer Verwaltungsjurist und Landrat des Kreises Ortelsburg in der Provinz Ostpreußen.

## Leben

### Herkunft
Er war Mitglied des schlesischen Adelsgeschlechtes Poser und der ältere Sohn des preußischen Majors Julius und Hedwig von Rosenberg-Lipinsky.

### Werdegang
Victor absolvierte sein  Abitur 1899 am „König-Wilhelm“-Gymnasium in Breslau. Danach Studium der Rechte in Freiburg/Br., Leipzig und Breslau. 1902 wirkte er als Referendar am Amtsgericht Bad Landeck und Glatz. Im Mai 1903 beendete Victor erfolgreich seine Promotion mit dem Thema „Die rechtliche Stellung der deutschen Schutzgebiete“ zum Dr. jur. (magna cum laude). 1904/06 wirkte er als Referendar bei der königlichen Regierung in Breslau. 1907/11 war er Regierungs-Assessor im Landratsamt Stolp. Bis August 1914 agierte er in gleicher Funktion bei der königlichen Regierung in Arnsberg (u. a. Wasserwirtschaft). Am 11. Juni 1915 wurde er zum Landrat des Kreises Ortelsburg ernannt, was er bis zur Flucht im Januar 1945 blieb, insgesamt 40 Dienstjahre. Nach dem Überfall auf Polen 1939 wurde Victor einige Zeit als Landkommissar im Regierungsbezirk Zichenau in Praschnitz (polnisch Przasnysz) eingesetzt.
Vor allem durch seinen forstlichen Einsatz (Gründung von Kreis-Waldungen, bäuerliche Ödland-Aufforstung) erwarb er den Beinamen Wald-Landrat, respektive Vater der Kreiswaldbewegung genannt wurde.
Wegen seiner Mitgliedschaft in der NSDAP trat Poser im Dezember 1938 wieder aus dem Johanniterorden aus. Sein Eintritt dort ist mit 1916 nachgewiesen, seit 1927 Rechtsritter und in der Preußischen Genossenschaft der Kongregation organisiert.

### Familie
Er war verheiratet mit Antonie, geb. Freiin von der Goltz, mit der er vier Töchter hatte. Die Familie lebte in Kiel.

## Auszeichnungen
- Bundesverdienstkreuz, I. Klasse
- Rettungsmedaille

## Werke
- Die rechtliche Stellung der deutschen Schutzgebiete, Breslau, 1903.
- Das Meliorationswesen im Kreise Ortelsburg, 1935.
- Kreiswaldungen und forstliche Jugenderziehung, Kitzingen, 1953.